# Кофердам (стоматологія)
Коферда́м (нім. Kofferdam, англ. dental dam, rubber dam) — тонкий шестидюймовий (15 см) квадрат з латексу чи нітрилу, який застосовують у стоматології для ізолювання місця втручання (один або більше зубів) від решти рота. Здебільшого його застосовують в ендодонтії, фіксованому протезуванні (коронки, мости) та загальних відновлюваних роботах. Головна функція кофердама — уникнення потрапляння слини на місце втручання (що може призвести до зараження оральними мікроорганізмами під час лікування каналів, або потрапляння вологи на пломби під час їх нанесення) та запобігання проковтування чи вдихання інструментів та матеріалів, або поранення ними ротової порожнини. У стоматології використання кофердама інколи називають ізоляцією. Засіб розробив Сенфорд Крісті Барнум у 1864 році в Сполучених Штатах.

## Стоматологія
Підґрунтя

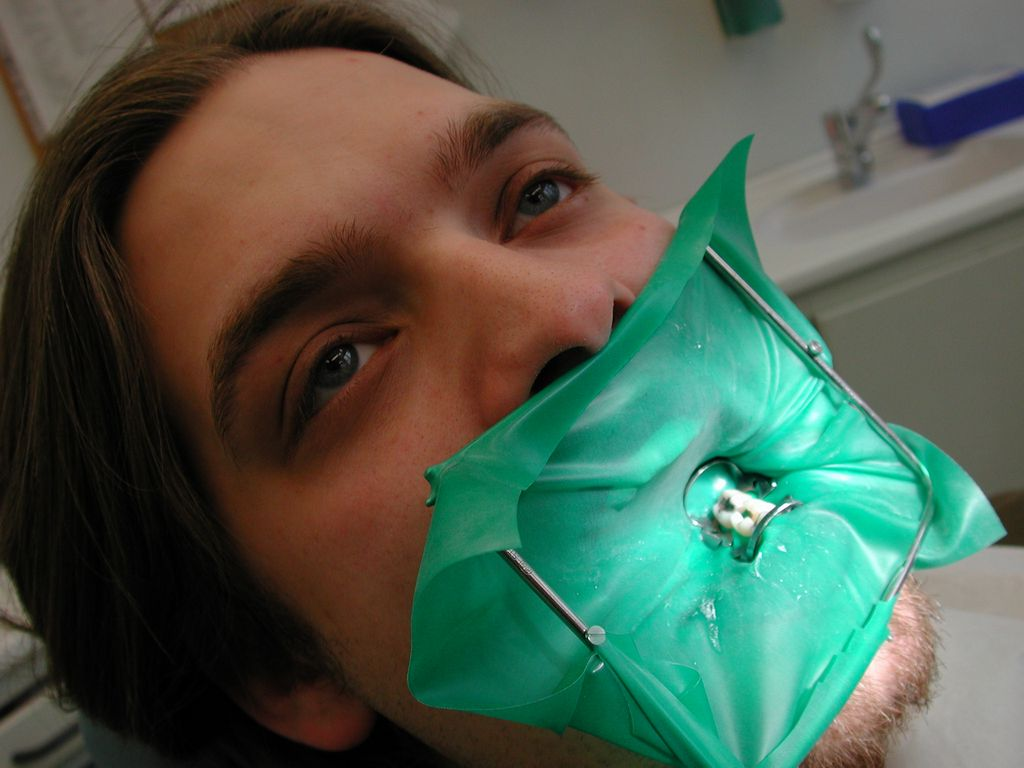
Кофердам, встановлений під час стоматологічної процедури.

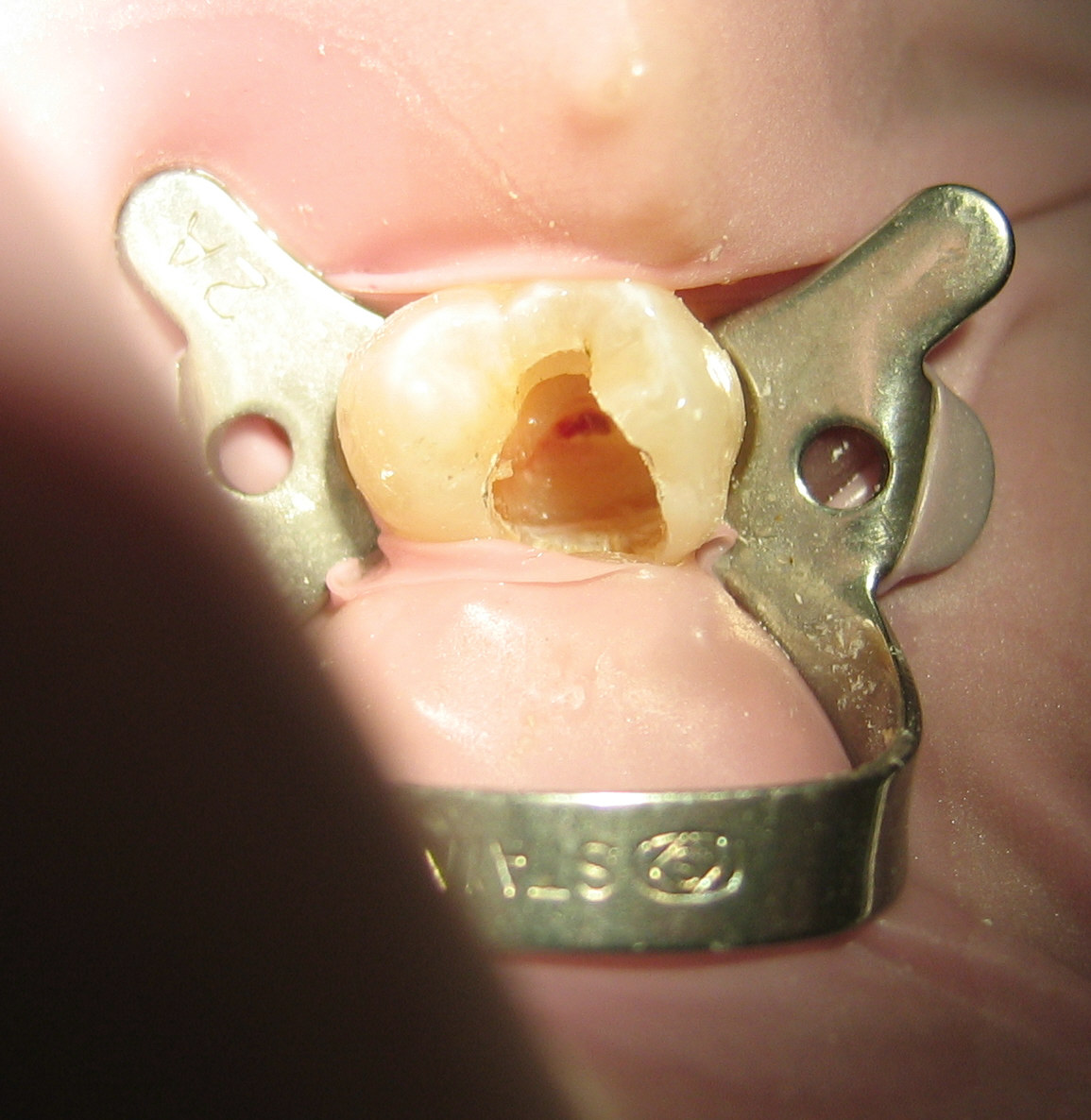
Ізоляція верхнього лівого премоляра ґумовим кофердамом під час ендодонтичного лікування.

Кофердам тримається над окремим зубом чи групою зубів спеціальними затискачами над опорним зубом. Зубна коронка проступає над кофердамом крізь окремі отвори в ньому, що ізолює цільовий зуб від решти ротової порожнини, завдяки чому зуб залишається сухим та більш захищеним від потрапляння мікроорганізмів. Для точного розташування отворів перед встановленням на кофердам можуть наносити чорнильні позначки.
Переваги:
- Чисте та сухе місце втручання. При стоматологічних процедурах, що включають контакт з адгезивами та цементами, бажано уникати зараження місця операції задля досягнення максимально сильного зчеплення між відновлювальним матеріалом, емаллю та дентином. Слабке зчеплення може загрожувати успіху чи довговічності відновлення. Існують певні докази того, що використання кофердама може підвищити термін придатності стоматологічних відновлень, у порівнянні із застосуванням ватних тампонів як методу ізоляції[4].
- Знижений рівень зараження під час стоматологічного лікування оральними мікроорганізмами у слині[5]
- Покращена оглядовість місця операції (відгортає губи та щоки, зменшує запотівання дзеркальця, підвищує візуальний контраст)[6]
- Знижений (проте не усунений) ризик випадкового проковтування чи вдихання відновлювальних матеріалів, фрагментів зуба чи шматків нальоту[7]. У разі виникнення такої ситуації ймовірне постання необхідності звернення до лікарні для здійснення рентгену грудної клітини та потенційного усунення стороннього об'єкту.
- Корозивні ендодонтичні іриганти на кшталт гіпохлориту натрію (відбілювач) можуть пошкодити ніжні тканини ротової порожнини та є небезпечними в разі їх ковтання[8].
- Зменшення ризику перехресного зараження в стоматологічній практиці шляхом зниження вмісту мікробів у трубках для спльовування та відсмоктування[9].
- Захист слизової оболонки ротової порожнини від гострих інструментів чи матеріалів.
- Коли кофердам застосовують при роботі з відновленням амальгамою, він може знизити рівень ризику потенційно шкідливого проковтування ртуті[10][11].
- Деякі пацієнти вважають здійснення стоматологічного втручання більш комфортним за наявності кофердама, оскільки в такому разі в роті не набирається рідина й вони почуваються безпечніше. Також кофердам суттєво знижує рівень шуму від свердління в сприйнятті пацієнта[12].
- У деяких частинах світу використання кофердама обов'язкове для певних процедур на кшталт лікування каналів (запобігання перехресному інфікуванню).
- Кофердам суттєво знижує здатність пацієнта розмовляти. Це також можна вважати недоліком, або перевагою, у випадку з надто балакучими пацієнтами, для сприяння швидшого проведення лікування.

Недоліки:
- Вимагає додаткового часу для встановлення (хоча з досвідом це займає менше часу)
- Недостатнє тренування та незручність[13]
- Вартість кофердама та обладнання для його встановлення.
- Затискачі кофердама можуть зламатись під час процедури через дію гіпохлориту натрію чи стерилізації[14]. В ролі запобіжного засобу навколо затискачів застосовують флос, що дозволить усунути їх в разі якщо вони відкріпляться, або зламаються в процесі.
- Пошкодження слизової оболонки рота під час встановлення кофердама.
- Оскільки кофердам ефективно блокує потік повітря до горла, пацієнту необхідно забезпечити можливість комфортного дихання через ніс. Це особливо має значення у випадку тимчасових перешкод для носового дихання на кшталт застуди, або якщо людина звикла до постійного дихання ротом з будь-якої іншої причини.
- Застосування кофердама може, до певної міри, викривити морфологію зуба, оскільки сусідні зуби й решта ротової порожнини приховані. Це може призвести до перфорації, якщо під час лікування каналу цільову порожнину створено під неправильним кутом. Через це багато стоматологів практикують розробку порожнини до накладання кофердама, щоб запевнити її правильний напрямок перед тим, як відкрити кореневий канал.
- Кофердам, який зазвичай має яскраве забарвлення (блакитний, зелений), може змінити видимий колір зубної поверхні, що може призвести до помилкового вибору відтінку під час закладання пломби. З врахуванням цього фактору, відтінок матеріалу зазвичай обирають до накладання кофердама.
- Алергія на латекс, залежно від рівня її серйозності, може спричинити відчуття дискомфорту після кофердама (алергічний дерматит, стоматит, хейлит), або навіть загрозу життю (анафілаксію). В таких випадках латексний кофердам можна замінити нітриловим, однак він більш еластичний, тому в такому разі необхідно робити менші отвори.
- Деякі пацієнти, що мали досвід стоматологічних процедур з кофердамом, стверджують, що в них виникали клаустрофобні відчуття.
- Обмежена можливість спілкування пацієнта з лікарем може викликати в першого тривогу та відчуття більшої вразливості.

#### Як використовувати кофердам в стоматології
- Крок 1: Підготовка матеріалів. Перш за все, треба підготовити всі необхідні матеріали й інструменти, включаючи сам кофердам, затискачі, ножиці, чорнило для позначень та інше обладнання.

- Крок 2: Підготовка пацієнта. Забезпечити пацієнта комфортом і проінформувати його про процес використання кофердама. Зазвичай пацієнту закривають очі, а ніс залишають вільним для забезпечення комфортного дихання під час процедури.

- Крок 3: Перевірка кофердама. Переконатися, що кофердам немає видимих дефектів чи порожнин. Він повинен бути цілим та надійним перед використанням.

- Крок 4: Позначення місця втручання. Перед накладанням кофердама на зуби, можна нанести чорнильні позначки на ньому для покращення точності розташування отворів.

- Крок 5: Встановлення кофердама. Кофердам розрізають на необхідний розмір та форму, щоб він вільно покривав місце втручання та навколишні зуби. Далі встановлюють затискачі на опорній точці зуба для фіксації кофердама (кофердам повинен бути стійким і не рухатися під час процедури) і забезпечують, щоб зуби були видимими через отвори в кофердамі.

- Крок 6: Проведення стоматологічної процедури. Тепер, коли кофердам встановлений і надійно закріплений, розпочинають стоматологічну процедуру, будучи впевненими, що місце втручання ізольоване і захищене від зовнішніх впливів.

- Крок 7: Завершення процедури. Після завершення процедури обережно видаляють кофердам та затискачі. Обов'язково треба переконатися, що пацієнт відчуває себе комфортно та проінформувати його про подальший догляд за ротовою порожниною.

Якщо ви бажаєте дізнатися більше про використання кофердама в стоматології, ви можете переглянути додаткову інформацію в блоговій статті Кофердам: Що таке кофердам та як його використовувати
Для отримання більш детальної інформації про кофердам в стоматології рекомендується ознайомитись зі статтею "Кофердам: Що таке кофердам та як його використовувати". Ця стаття надасть вам глибше розуміння переваг та методів використання кофердама в стоматології, допоможе вам покращити ваші навички та підвищити якість надання стоматологічних послуг.